# Symphurus arawak
Symphurus arawak is een straalvinnige vissensoort uit de familie van hondstongen (Cynoglossidae). De wetenschappelijke naam van de soort is voor het eerst geldig gepubliceerd in 1965 door Robins & Randall.